# Emmington
Emmington är en by i civil parish Chinnor, i distriktet South Oxfordshire, i grevskapet Oxfordshire, i England. Byn är belägen 5 km från Thame. Emmington var en civil parish fram till 1932 när blev den en del av Chinnor. Civil parish hade 41 invånare år 1931. Byn nämndes i Domedagsboken (Domesday Book) år 1086, och kallades då Amintone.